# RX J1856-3754
RX J1856-3754, auch RX J1856 oder RXJ1856.5-3754, ist der uns am nächsten liegende bekannte Neutronenstern. Er steht im Sternbild Corona Australis bei 18h 56m 35s (Rektaszension) und −37° 54′ 36″ (Deklination) und leuchtet mit einer scheinbaren Helligkeit von ca. 25m. Er wurde 1992 entdeckt. Nach neueren Beobachtungen ist er ca. 500 Lichtjahre von uns entfernt und bewegt sich mit einer Geschwindigkeit von ca. 100 km/s relativ zum Sonnensystem. 
RX J1856 ist der hellste Neutronenstern aus der Gruppe der sogenannten Glorreichen Sieben (engl. magnificent seven). Mit einer Temperatur von ca. 700.000 °C sind sie so heiß, dass sie thermisch angeregte Gammastrahlen aussenden. Langwellige (nichtthermische) Radiowellen sind nicht nachweisbar.
Erst im Jahr 2007 konnte für RX J1856 eine Eigenrotation von 7 Sekunden Dauer nachgewiesen werden. Er hat eine Masse von ungefähr 1,4 Sonnenmassen. Der vermeintlich kleine Durchmesser von weniger als 11 km wurde als ein Hinweis auf einen sogenannten Quarkstern gedeutet, spätere Messungen ergaben aber, dass bei diesem Stern nur die Polarkappen strahlen. Er hat also einen wesentlich größeren Durchmesser als 11 km und ist somit kein Kandidat mehr für einen Quarkstern. 
RX J1856 ist ein röntgenschwacher isolierter Neutronenstern.